# 홍콩에서 온 마담장
홍콩에서 온 마담장(Madame Jang from Hong Kong)은 한국에서 제작된 신경균 감독의 1970년 드라마 영화이다. 박노식 등이 주연으로 출연하였고 박원석 등이 제작에 참여하였다.

## 출연

### 주연
- 박노식
- 정혜선
- 오경아
- 신소영

## 제작진
- 조명: 이병준
- 미술: 김뢰균